# Noc (film 1998)
Noc (oryg. tytuł: Nata) – albańsko–macedoński film fabularny z roku 1998 w reżyserii Esata Musliu, na motywach powieści Mekati Rolanda Gjozy.

## Fabuła
W obliczu nadchodzącej Apokalipsy ludzie nie chcą zmienić swojego postępowania, co więcej – nie są zainteresowani tym, co im zagraża. Trudno też zdobyć się na ludzkie gesty solidarności. Nadzieja tkwi w dzieciach, które są jedyną nadzieją na przetrwanie.
Film realizowano w Durrës.

## Obsada
- Ilir Bezhani
- Agron Bimi
- Anila Bisha
- Birçe Hasko
- Mirush Kabashi
- Tinka Kurti
- Marieta Ljarja
- Mehdi Malkaj
- Sefedin Nuredini
- Diana Proko
- Ferdinand Radi
- Natasha Sela
- Xhemil Tagani